# Sphaeropthalma tapio
Sphaeropthalma tapio (лат.) — вид ос-немок из подсемейства Sphaeropthalminae. Назван в честь финского лесного духа Тапио из эпоса Калевала.

## Распространение
Северная Америка: запад США (штат Аризона).

## Описание
Осы-немки с крылатыми самцами рыжевато-коричневого цвета, длина от 14 до 19,5 мм (самки предположительно бескрылые, но у этого вида пока ещё не найдены). Голова самцов сзади квадратной формы с хорошо развитыми висками. Мандибулы расширены с резким дорсальным валиком, который идёт до дорсального (третьего) челюстного зубца. Наличник глубоко вдавлен, образует углубление с закрытыми жвалами, короткий и усеченный на вершине, имеет заднюю часть вертикальную и переднюю горизонтальную части. Гипостомальный киль медиально зубчатый. Мезостернум, тазики и вертлуги невооружённые шипиками. Маргинальная ячейка крыла дистально усечена. Нотаули полные и глубокие. На задней части мезонотального диска имеются парапсидные борозды. Ноги покрыты необычно длинными щетинками, особенно на голенях. Глаза полусферические, неопушенные.
Предположительно, как и другие виды рода паразитоиды куколок роющих ос Sphecidae.

## Классификация и этимология
Вид был впервые описан в 2015 году американскими энтомологами Джеймсом Питтсом и Эмили Садлер (Department of Biology, Университет штата Юта, Логан, США) по самцам, найденным в Аризоне (США). Выделен в отдельную видовую группу S. tapio species-group. Видовое название S. tapio дано в честь финского лесного духа Тапио из эпоса Калевала, которому охотники молились перед охотой.